# The Serpent's Shadow
The Serpent's Shadow (no Brasil, A Sombra da Serpente) é o terceiro livro da série As Crônicas dos Kane, escrita pelo autor bestseller Rick Riordan. O livro foi lançado oficialmente nos Estados Unidos, em 01 de maio de 2012. No Brasil, o livro foi lançado pela Editora Intrínseca em 01 de outubro de 2012. O livro encerra a série As Crônicas dos Kane.

## Sinopse
Apesar de seus melhores esforços, Carter e Sadie Kane parecem não conseguir abater Apófis, a Serpente do Caos. Agora Apófis está ameaçando mergulhar o mundo na escuridão eterna, e os Kane se deparam com a tarefa impossível de destruí-lo de uma vez por todas. 
Infelizmente, os magos da Casa da Vida estão à beira de uma guerra civil, os deuses estão divididos e os jovens iniciados da Casa do Brooklyn lutam quase sozinhos contra as forças do Caos. 
A única esperança dos Kane é um feitiço antigo que pode transformar a própria sombra da serpente em uma arma, mas a magia esteve perdida por um milênio. 
Para achar a resposta que precisam, os Kane devem contar com um fantasma assassino de um mago poderoso que pode ser capaz de levá-los à sombra da serpente... ou pode levá-los à morte nas profundezas do mundo inferior. Nada menos que o mundo mortal está em risco quando a família Kane cumpre seu destino nessa conclusão eletrizante de As Crônicas dos Kane.

## Capítulos
| Cap. | Estados Unidos                                                          |
| ---- | ----------------------------------------------------------------------- |
| 1    | We Crash and Burn a Party                                               |
| 2    | I Have a Word with Chaos                                                |
| 3    | We Win a Box Full of Nothing                                            |
| 4    | I Consult the Pigeon of War                                             |
| 5    | A Dance with Death                                                      |
| 6    | Amos Plays with Action Figures                                          |
| 7    | I Get Strangled by an Old Friend                                        |
| 8    | My Sister, The Flowerpot                                                |
| 9    | Zia Breaks Up a Lava Fight                                              |
| 10   | “Take Your Daughter to Work Day” Goes Horribly Wrong                    |
| 11   | Don't Worry, Be Hapi                                                    |
| 12   | Bulls with Freaking Laser Beams                                         |
| 13   | A Friendly Game of Hide-and-Seek (with Bonus Points for Painful Death!) |
| 14   | Fun with Split Personalities                                            |
| 15   | I Become a Purple Chimpanzee                                            |
| 16   | Sadie Rides Shotgun (Worst. Idea. Ever.)                                |
| 17   | Brooklyn House Goes to War                                              |
| 18   | Death Boy to the Rescue                                                 |
| 19   | Welcome to the Fun House of Evil                                        |
| 20   | I Take a Chair                                                          |
| 21   | The Gods Are Sorted; My Feelings Are Not                                |
| 22   | The Last Waltz (for Now)                                                |